# Rivière De Troyes
Pour les articles ayant des titres homophones, voir 3 (nombre), Trois, Troie (homonymie) et Troy (homonymie).
La rivière De Troyes est un cours d'eau coulant dans le territoire non organisé de la baie-d'Hudson, dans la région administrative du Nord-du-Québec, au Québec, au Canada.

## Géographie
Ces bassins versants sont voisins de la rivière De Troyes :
- côté nord : rivière du Nord, rivière à l'Eau Claire ;
- côté est : rivière l'Eau Claire, lacs des Loups Marins, petit lac des Loups Marins ;
- côté sud : petite rivière de la Baleine ;
- côté ouest : lac Guillaume-Delisle, baie d'Hudson.

La Rivière De Troyes prend sa source d'un ensemble de plans d'eau au sud du lac Wiyâshâkimî.
Le cours de la rivière De Troyes est orienté vers le nord-ouest sur environ 75 km. En descendant, la rivière traverse plusieurs rapides. Elle se déverse sur le littoral est du lac Guillaume-Delisle. Ce dernier plan d'eau est alimenté par trois rivières. Il comporte un détroit du côté ouest, que les eaux de la baie d'Hudson envahissent sous l'effet des marées.

## Toponymie
Par son caractère ethnocentrique, la toponymie québécoise a désigné cette rivière afin de reconnaitre l'œuvre de vie du capitaine Pierre de Troyes, dit chevalier de Troyes, personnage historique de la Nouvelle-France. Jadis, ce dernier s'est distingué par ses exploits dans cette région. Il est arrivé à Québec à l'automne de 1685. Au printemps 1686, il a commandé une expédition militaire destinée à s'emparer des postes de traite établis par la Compagnie de la Baie d'Hudson. Parmi ses officiers, on comptait trois frères Le Moyne. Après la capture de Moose Factory ou Saint-Louis, de Fort Rupert et de Fort Albany, il regagna Québec.
L'année suivante, il a participé à la grande offensive menée par le gouverneur Denonville contre les Iroquois, qui incitaient les tribus des Grands Lacs à livrer leurs fourrures aux traiteurs anglais de la côte atlantique. De Troyes est décédé du scorbut et de malnutrition le 8 mai 1688, à Niagara. Son Journal et relation de voyage dans le nord du Québec comporte une valeur patrimoniale sur les plans de l'histoire, la géographie et la toponymie. 
Dès 1914, la carte du feuillet nord de la province de Québec publiée par le ministère des Terres et Forêts désignait cette rivière « R. de Troyes ». 
Un rapport de 1898 du géologue Albert Peter Low>atteste que cette rivière était originellement désignée Wiachuan, appellation d'origine cri, signifiant la « chute brillante » en faisant référence à la série de rapides à l'embouchure de la rivière. Les graphies Wiyaschun et Wiyascun ont aussi été en usage. Les Inuits désignent plutôt cette rivière Katattulialuk, signifiant « celle qui a une grande chute ».
Le toponyme Rivière De Troyes a été officialisé le 5 décembre 1968 par la Commission de toponymie du Québec.